# パラドールにかかる月
「パラドールにかかる月」(英：Moon Over Parador)は1988年製作のアメリカ合衆国の風刺コメディ映画。売れないアメリカ人俳優が中米の架空の小国パラドールの独裁者に成りすまし国民の人気者になってゆく。監督はポール・マザースキー、主演のリチャード・ドレイファスが一人二役を好演する。

## あらすじ
売れない俳優のジャック・ノアは中米のパラドールでB級アクション映画の撮影をしていた。シムズ大統領が撮影現場の視察に訪れ、俳優や撮影スタッフと面会をした。ジャックは即興で大統領の物真似を披露するのだがその演技は本物と瓜二つだった。
その日の晩、大統領が心臓発作で急死してしまう。側近のロベルトは遺体を冷凍室に隠して大統領の死を隠蔽し、国民が混乱しないように国民の前で大統領を演じろとジャックに強要する。従わなければ国に帰さないと脅され仕方なく引き受けるジャック。翌日の演説で国民を騙すことには成功したが、大統領の愛人のマドンナにすぐに正体がばれてしまった。
事の成り行きを正直に話すとマドンナはすぐに受け入れてくれた。人道主義者の彼女はパラドールの内情を話した。ロベルトは大統領を陰で操りながら政権を握り、国民はロベルトのせいで不自由で貧しい生活を強いられているという。あるとき大統領が小さな村を訪問した際、反政府グループによる襲撃を受けた。たちまち軍が村を制圧し家々が焼き払われる悲惨な光景をジャックは目の当たりにする。ジャックはマドンナの協力を得て、国民のために様々な政策を打ち出して大衆の心を掴むようになる。一方ロベルトは自分の指示通りに動かないジャックに苛立っていた。
大統領を演じて約1年が過ぎた頃、カーニバルの会場で男が壇上の大統領を撃った。大統領は「ロベルトの仕業だ」と言い息絶えた。怒り狂った群衆がロベルトに襲い掛かり、ロベルトは殺害された。だが発砲した男はジャックの友人で、映画の特殊効果を使って仕組んだ芝居だった。マドンナに別れを告げ、用意しておいた軽飛行機でパラドールを脱出した。
数ヶ月が過ぎ、ジャックは再び映画のオーディションを受けようとしていた。久しぶりに会った俳優仲間に今までどこにいたのか聞かれ、異国での武勇伝を話すが誰も信じてくれない。テレビのニュース番組では、南米のパラドールで初の選挙が行われ、マドンナという革命家の女性が大統領に選ばれたと報じていた。

## 出演
| 役名                       | 俳優                                      | 役柄                   |
| -------------------------- | ----------------------------------------- | ---------------------- |
| ジャック・ノア             | リチャード・ドレイファス                  | アメリカ人俳優         |
| アルフォンス・シムズ       | リチャード・ドレイファス                  | 大統領                 |
| ロベルト・シュトラウスマン | ラウル・ジュリア                          | 大統領の側近           |
| マドンナ・メンデス         | ソニア・ブラガ                            | 大統領の愛人           |
| アレハンドロ               | フェルナンド・レイ                        | 大統領の執事           |
| ラルフ                     | ジョナサン・ウィンターズ                  | CIA                    |
| サミー・デイヴィスJr.      | サミー・デイヴィスJr.                     | 本人                   |
| エドワード・アズナー       | エドワード・アズナー                      | 本人                   |
| ディック・キャベット       | ディック・キャベット                      | 本人                   |
| クリント                   | マイケル・グリーン                        | 映画の特殊効果マン     |
| ジェニー                   | ダナ・デラニー                            | アメリカ人女優         |
| トビー                     | ダン・フロレク                            | ニューヨークの俳優仲間 |
| マグダ・フェルドマルク     | マリアンネ・ゼーゲブレヒト                | 使用人                 |
| ミッジ                     | ポリー・ホリデイ                          | ラルフの妻             |
| アルフォンス・シムズ       | ロリン・ドレイファス                      | 大統領                 |
| ママ                       | カルロッタ・ガーソン=ポール・マザースキー | 大統領の母親           |

## 製作概要
原作はチャールズ・G・ブース(Charles G. Booth,1886-1949)が書いた"Caviar for His Excellency" (閣下にキャビアを)という短編小説で、それをベースにポール・マザースキーとレオン・カペタノスが脚色を加えた。この短編小説は1939年の”The Magnificent Fraud”で映画化されており、本作はそのリメイクとなる。「デーブ」(1993)もこの小説が原案である。
マザースキーとカペタノスによる共同脚本は「テンペスト」(1982年)、「ハドソン河のモスコー」(1984年)、「ビバリーヒルズ・バム」(1986年)に続く４度目。彼らはラテンアメリカの様子を考察するためグアテマラ、エルサルバドル、トリニダード・トバゴ、ジャマイカを旅行した。撮影は1987年8月にスタートし、ニューヨーク、ブラジルのリオデジャネイロ、オウロ・プレット、サルヴァドールでロケを行った。

## 製作裏話
- 『パラドール』という国名はパラグアイとエクアドルを合成したもの[1]。
- 大統領の「シムズ：Sims」という名前は、ロケ地となったブラジルの公用語であるポルトガル語で「Yes」を意味する。大勢の現地エキストラが大声で連呼しやすいようにこの名前が用いられた[2]。

だがシムズはアングロサクソン系の名前のため、演説のシーンに「パラドール国がかつて北ヨーロッパの植民地だった」という説明を加えた。
- 大統領の母親役はジュディス・マリナに決まっていたが、ヨーロッパでの映画撮影が重なってしまい参加出来なくなった。代役が見つからないためポール・マザースキー監督が女装してその役を演じた[3]。出演名にあるカルロッタ・ガーソンはマザースキーの母親の名前を拝借した。

- ジャックと大統領が同時に画面に映るシーンはVFXではなく、ドレイファスの兄のロリン・ドレイファス(Lorin Dreyfuss)が大統領を演じている。食肉冷凍室に吊るされた大統領の死体も彼である。

- ビュッフェで話しかけてくる女性はマザースキーの妻のベッツィ・マザースキー。映画撮影のシーンで助監督を演じるのは娘のジル・マザースキーである。

## 評価
アメリカの映画批評サイト、Rotten Tomatoesによると本作への高評価は42%に留まる。主題となる独裁国家の描写に風刺が効いておらず平凡な出来栄えだという指摘が多く、専らリチャード・ドレイファスの一人二役、ラウル・ジュリアの怪演に注目が集まっている。

## 賞
| 年   | 賞                         | 種目       | 俳優             | 結果       |
| ---- | -------------------------- | ---------- | ---------------- | ---------- |
| 1989 | 第46回ゴールデングローブ賞 | 助演男優賞 | ラウル・ジュリア | ノミネート |
| 1989 | 第46回ゴールデングローブ賞 | 助演女優賞 | ソニア・ブラガ   | ノミネート |